# لوئیس موکت
لوئیس موکت (انگلیسی: Louis Mouquet؛ زادهٔ ۲۱ ژوئیهٔ ۲۰۰۴) بازیکن فوتبال اهل فرانسه است که در حال حاضر برای پاری سن-ژرمن در پست دروازه‌بان بازی می‌کند.
وی همچنین در تیم‌های ملی فوتبال زیر ۱۸ سال و زیر ۲۰ سال پرتغال بازی کرده است.